# Neal Koblitz
Neal I. Koblitz (* 24. Dezember 1948) ist ein US-amerikanischer Mathematiker, der sich mit algebraischer Geometrie, Zahlentheorie und Kryptographie beschäftigt.
Koblitz studierte in Harvard (wo er 1968 Putnam Fellow war und 1969 seinen Bachelor-Abschluss machte) und wurde 1974 an der Princeton University bei Nicholas Katz mit der Dissertation {\displaystyle P}-adic Variation of Zeta Functions of Varieties over Finite Fields promoviert. Seit 1979 ist er an der University of Washington in Seattle tätig, wo er als Professor für Mathematik lehrt. Er war außerdem Professor am „Centre for Applied Cryptographic Research“ der kanadischen University of Waterloo.
Koblitz erfand unabhängig 1985 (neben Victor S. Miller) die Elliptic Curve Cryptography und ist auch Pionier in der Anwendung hyperelliptischer Funktionen in der Kryptographie (Hyperelliptic Cryptosystems. Journal of cryptology, Bd. 1, 1989, S. 139). Koblitz ist für eine Reihe von Lehrbüchern über Zahlentheorie, wo er sich unter anderem mit {\displaystyle p}-adischer Analysis beschäftigte, und Kryptographie bekannt.
Koblitz ist weit gereist und setzt sich für den Studenten-Austausch mit Entwicklungsländern ein. Diese Reisen begannen, als er als Student im SDS (Students for a Democratic Society) und (in Harvard) in der PLP (Progressive Labor Party) aktiv war. Er reiste unter anderem nach Nicaragua, Peru, Kuba und El Salvador, lehrte unter anderem in Vietnam und Südamerika und lebte in den 1970er Jahren anderthalb Jahre in der Sowjetunion, wo er schon als Student war (das Geld dafür verdiente er sich durch Übersetzung mathematischer Artikel aus dem Russischen). Mit seiner Frau Ann Hibner Koblitz (Professorin für Gender Studies an der Arizona State University in Tempe) gründete er 1985 den Kovalevskaia-Preis zur Ehrung von Wissenschaftlerinnen aus Entwicklungsländern. Unter anderem fließen die Einnahmen aus der 1983 erschienenen Biografie von Sofja Kowalewskaja, die seine Frau schrieb, darin ein.
Für 2020 erhielt er (gemeinsam mit Victor S. Miller) den Technologie-Preis der Eduard-Rhein-Stiftung.

## Schriften
- Random Curves – Journeys of a Mathematician. Springer 2007 (Autobiographie).
- {\displaystyle p}-adic Numbers, {\displaystyle p}-adic Analysis, and Zeta-Functions. Springer, Graduate Texts in Mathematics 1977, 1984.
- Algebraic Aspects of Cryptography. Springer 1988.
- A Course in Number Theory and Cryptography. Springer, Graduate Texts in Mathematics, 1987, 2. Auflage 1994.
- Introduction to Elliptic Curves and Modular Forms. Springer, Graduate Texts in Mathematics, 1984, 2. Auflage 1993.
- {\displaystyle p}-adic Analysis. Cambridge University Press 1980 (London Mathematical Society Lecture Notes).
- Herausgeber: Number Theory Related to Fermat's Last Theorem. Birkhäuser 1982.
- Why Study Equations over Finite Fields? Mathematics Magazine, Mai 1982.
- The Uneasy Relationship Between Mathematics and Cryptography. Notices AMS 2007, Nr. 8,  PDF-Datei

## Verweise
1. ↑  Björn Engquist, Wilfried Schmid (Hrsg.): Mathematics Unlimited – 2001 and Beyond. Springer, Berlin 2001, S. 1224 (online).
2. ↑  Koblitz: Elliptic Curve Cryptosystems. Mathematics of Computation Bd. 48, 1987, S. 203
3. ↑  Er berichtet darüber in seinem Aufsatz A mathematical visit to Hanoi. Mathematical Intelligencer Bd. 2, 1979, Nr. 1
4. ↑  Ann und Neil Koblitz, Mathematical Intelligencer, Bd. 22, 2000, Nr. 2
5. ↑  Preis der Eduard-Rhein-Stiftung 2020

| Personendaten    | Personendaten                  |
| ---------------- | ------------------------------ |
| NAME             | Koblitz, Neal                  |
| ALTERNATIVNAMEN  | Koblitz, Neal I.               |
| KURZBESCHREIBUNG | US-amerikanischer Mathematiker |
| GEBURTSDATUM     | 24. Dezember 1948              |